# Championnats du monde de beach tennis 2011
 (mars 2024).
Si vous disposez d'ouvrages ou d'articles de référence ou si vous connaissez des sites web de qualité traitant du thème abordé ici, merci de compléter l'article en donnant les références utiles à sa vérifiabilité et en les liant à la section « Notes et références ».
Navigation
Édition précédente Édition suivante
Les championnats du monde de beach tennis 2011, troisième édition des championnats du monde de beach tennis, ont eu lieu du 7 au 10 mai 2011 à Rome, en Italie. Ils ont été remportés par les Italiens Alessandro Calbucci et Luca Meliconi chez les hommes et les Italiennes Simona Briganti et Laura Olivieri chez les femmes.